# بائگونسان (گانگوون/گیئونگی)
بائگونسان (به لاتین: Baegunsan) یک کوه در کره جنوبی است که در کره جنوبی واقع شده‌است. بائگونسان ۹۰۴٫۴ متر بالاتر از سطح دریا واقع شده‌است.